# Pablo Virgilio David
Pablo Virgilio Siongco David (ur. 2 marca 1959 w Betis) – filipiński duchowny rzymskokatolicki, od 2016 biskup Kalookan, kardynał od 2024.

## Życiorys
Święcenia kapłańskie przyjął 12 marca 1983. Inkardynowany do archidiecezji San Fernando, pracował przede wszystkim jako wykładowca archidiecezjalnego seminarium duchownego. Był także m.in. wiceprzewodniczącym stowarzyszenia biblistów filipińskich.
27 maja 2006 papież Benedykt XVI mianował go biskupem pomocniczym San Fernando i biskupem tytularnym Guardialfiery. Sakry biskupiej udzielił mu 10 lipca 2006 kard. Gaudencio Rosales.
14 października 2015 został mianowany biskupem diecezjalnym Kalookan, zaś 2 stycznia 2016 kanonicznie objął urząd.
6 października 2024 podczas modlitwy Anioł Pański papież Franciszek ogłosił jego nominację kardynalską. Na konsystorzu 7 grudnia 2024 został kreowany kardynałem prezbiterem kościoła Przemienienia Pańskiego. Brał udział w konklawe 2025, które wybrało papieża Leona XIV.